# Olgiate Comasco
Olgiate Comasco (Ulgiaa in dialetto comasco, AFI: /ulˈdʒaː/) è un comune italiano di 12 123 abitanti della provincia di Como in Lombardia.
Il comune è situato in una posizione strategica in quanto dista solamente 10 km dal capoluogo provinciale Como, 14 km dal comune di Varese, 8 km dalla frontiera italo-svizzera Bizzarone-Novazzano e circa 45 km dal capoluogo lombardo Milano.
Al suo settentrione si sviluppa un'area geografica al quale è legato etimologicamente, l'Alto Olgiatese, una zona collinare-pedemontana prealpina di transizione tra la Pianura Padana e le Prealpi ed Alpi.

## Origini del nome
Sulla prima parte del toponimo (olgi-, pronunciato [uldʒ-] in lombardo) non sono mancate ipotesi che lo riconducessero a qualche raro nome latino, proprio (*Ulvius/Ulbius) o comune (olla = sorta di contenitore). In realtà, alla luce delle conoscenze odierne, è di chiara origine celtica: olca, infatti, in gallico significa "terreno arabile o arato" ed è utilizzato anche da san Gregorio di Tours con lo stesso significato. Questo significato piuttosto generico ne spiega la diffusione anche in altri toponimi (es. Olgiate Molgora, Olgiate Olona, Olcio e probabilmente anche, per aferesi, Alzate Brianza). La terminazione della parola (-ate in italiano, -aa in lombardo), condivisa con più di altri cento comuni lombardi, è un'antica terminazione celtica o pre-celtica utilizzata per generare un nome di luogo a partire da un nome comune.
La seconda parte del toponimo fu invece aggiunta per un Regio Decreto del 1862 e indica la posizione geografica, probabilmente per differenziare il toponimo da Olgiate Olona e Olgiate Molgora.

## Storia
Centro dalle origini liguri-celtiche, Olgiate iniziò a svilupparsi in epoca romana, quando il territorio era attraversato dalla via Novaria-Comum, strada romana che metteva in comunicazione i municipia di Novaria (Novara) e Comum (Como) passando per Sibrium (Castel Seprio). A questo periodo risalgono alcuni ritrovamenti archeologici avvenuti nel XIX secolo, quando tra i vari reperti furono trovate alcune ceramiche del I secolo realizzate dall'officina aretina di Marco Perennio. Una necropoli dell'età romana si sarebbe invece trovata tra le località Baiettino e Vigna dei Ronchetti.
Tra i secoli IX al XIII secolo la località è attestata come abitato di arimanni longobardi, ai quali si devono l'edificazione della chiesa di San Cassiano e la denominazione Olgeate, qui dicitur Longobardorum, appellativo che nel XVI secolo si ritrovò ancora saltuariamente nella forma "Olgiate Lombardone".
Alcuni documenti del 1215 rivelano che in età comunale Olgiate fosse dotato di un proprio podestà.
Gli annessi agli Statuti di Como del 1335 riportano "Olzate" tra i comuni che, all'interno della pieve di Uggiate, hanno l'incarico della manutenzione del tratto della stratam de Cardevio compreso tra la platea que est ad domos quondam Alberti Zanforgi e il Sassum de Cardevio. Gli stessi Statuti rivelano come Olgiate ricoprisse, per tutta la pieve, il ruolo di centro di distribuzione del sale e di sede della tesoreria (la cosiddetta "caneva"), con gli Umiliati nel ruolo di tesorieri pubblici (canevari) in una casa ancor oggi visibile all'interno dell'abitato.
A partire dal periodo Visconteo e Sforzesco del Ducato di Milano, le terre di Olgiate ospitarono residenze nobiliari di famiglie comasche quali gli Odescalchi, i Lucini, i Rovelli, i Volpi e i Raimondi.
Nel 1652, le terre di Olgiate, Somaino e Baragiola furono messe all'asta dal governo spagnolo dello Stato di Milano intenzionato a finanziare le spese militari di Filippo IV. All'asta partecipò anche la città di Como, interessata ad evitare che queste zone e altri territori delle pievi di Uggiate, Fino e Zezio finissero nelle mani di terzi che - in virtù dei diritti feudali concessi al vincitore dell'asta - avrebbero potuto sottrarre gli abitanti di tali terre all'obbligo di versare tasse alla stessa città.
Sempre inserito nella stessa pieve fino al termine del XVIII secolo, nel 1751 il comune di Olgiate era ancora soggetto a un pagamento quindicennale per la redenzione con cui, nel 1652, aveva ottenuto il riscatto dall'infeudazione. Sempre nel 1751, il territorio comunale comprendeva già i cassinaggi di “Cassina della Fornace”, Bontocco, Cantalupo, “Cassina della Brugheria”, “Cassina di Castello”, “San Giorgio”, Ronsio e “Cassina del Pè”. Due anni più tardi il comune di Olgiate risulta comprendere anche la comunità di Somaino, che fino almeno al 1751 costituiva ancora un'entità comunale autonoma. Dal 1757 il territorio di Olgiate si estese anche a Baragiola, fino al 1751 comune a sé stante ma nel 1753 già aggregata a Gironico al Monte.
Durante la Repubblica Cisalpina di Napoleone Bonaparte, il comune viene per la prima identificato con la denominazione di "Olgiate Comasco" e scelto come uno dei capoluoghi distrettuali del Dipartimento dell'Olona (Legge 2 Vendemmiale dell'anno VII, 23 settembre 1798). Un successivo decreto di riorganizzazione amministrativa del Regno d'Italia napoleonico datato 1807 sancì l'annessione di Solbiate al comune olgiatese. Tutte le decisioni napoleoniche furono abrogate con la Restaurazione.
Negli anni del Risorgimento, Olgiate rappresentò una postazione strategica per le truppe di Garibaldi, il quale nel 1848 chiese ufficialmente il supporto della Deputazione Comunale locale e nel 1859 si accampò in paese per preparare la battaglia di San Fermo.
Successivamente all'unità d'Italia, il comune si chiamò "Olgiate" fino al 1862, anno in cui la denominazione venne cambiata in "Olgiate Comasco" (R.D. 14 dicembre 1862, n. 1059).

### Simboli
Lo stemma e il gonfalone sono stati concessi con decreto del presidente della Repubblica del 3 agosto 1970.
I tre castelli sono ripresi dal blasone della famiglia Castelli, ai quali sono state affiancate due api a simboleggiare l'operosa volontà degli abitanti.
Il gonfalone è un drappo partito di rosso e di bianco.

## Monumenti e luoghi d'interesse

### Architetture religiose

#### Chiesa parrocchiale dei Santi Ippolito e Cassiano
Nonostante la chiesa debba il suo aspetto attuale ad un rifacimento avvenuto negli anni 1891-1895, l'esistenza dell'edificio religioso è già attestata nel 1093, anno in cui un numeroso gruppo di arimanni decise di regalare la chiesa all'abbazia di Cluny tramite l'Abbazia di San Giovanni Battista di Vertemate. Attorno alla chiesa, allora in stile romanico, i cluniacensi costruirono un loro monastero, il quale fu attivo fino al XII secolo. Della struttura originaria sopravvivono oggi alcuni elementi dell'abside e della parte superiore della navata centrale. Tracce dell'edificio romanico si riscontrano anche in alcune decorazioni in pietra disposte lungo il fianco sinistro della chiesa. Internamente, spiccano pitture di Luigi Morgari e, in controfacciata, un organo a canne del 1846 di Francesco Carnisi. Il campanile della chiesa è detto "del fico", per via dell'omonima pianta che vi cresceva fino al 1929.

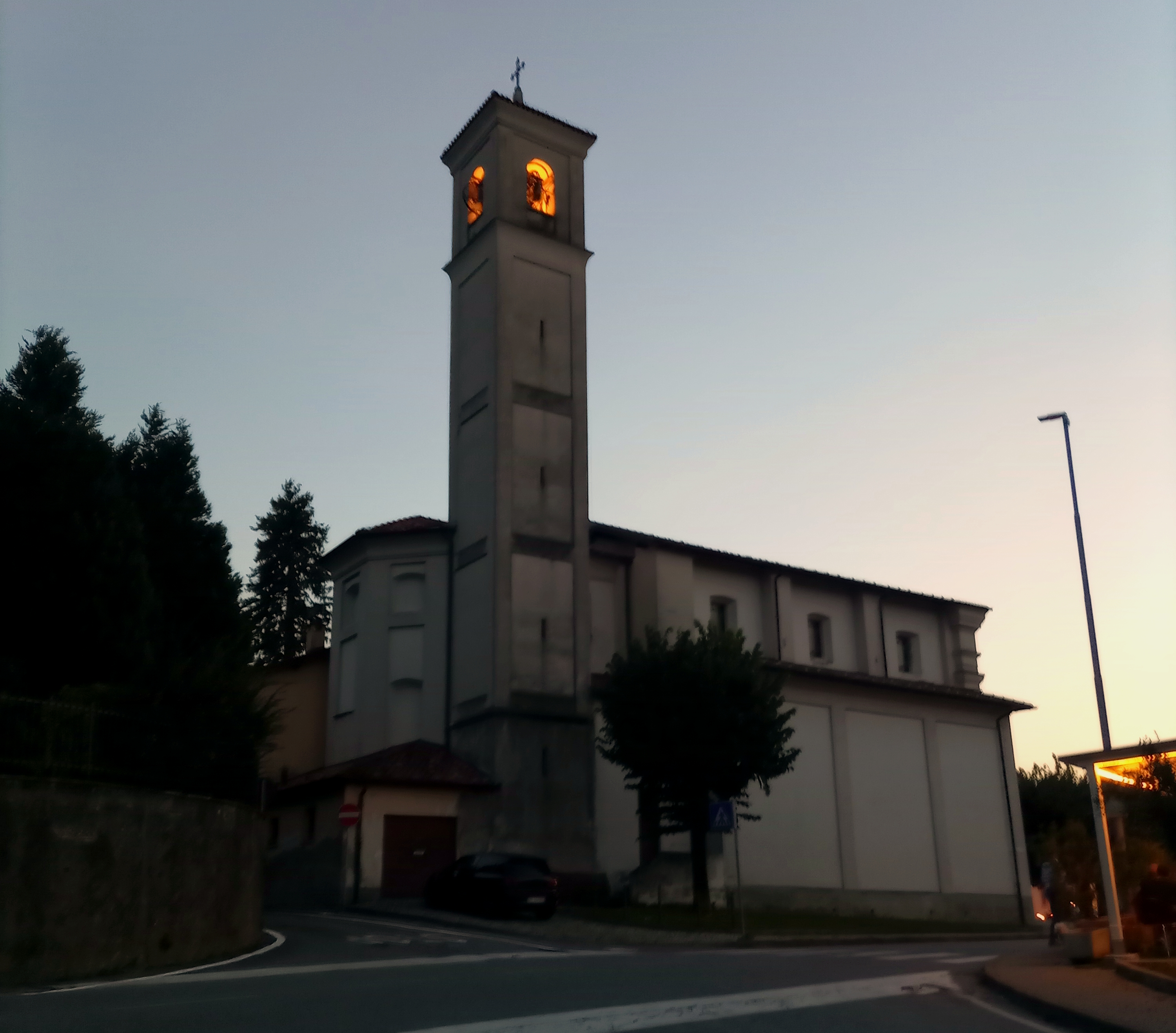
Chiesa di San Gerardo

#### Chiesa di San Gerardo
Al XIII secolo risale la chiesa di San Gerardo, ristrutturata nel Cinquecento e attestata nella parrocchia di Olgiate nel 1788.
La chiesa divenne segno tangibile della devozione degli olgiatesi a san Gerardo dei Tintori, iniziata con un voto fatto nel 1207 e che ancor oggi prosegue con un pellegrinaggio alla tomba monzese del santo ogni 25 aprile.
Internamente, due Madonne e una Fuga in Egitto dipinti da Torildo Conconi.

#### Altro
Nel Medioevo, durante l'età dei comuni, sul territorio corrispondente all'odierno comune di Olgiate Comasco si contavano, oltre alla suddetta chiesa di Sant'Ippolito, quella di San Giorgio, quella di Sant'Ilario a Baragiola (demolita probabilmente verso la fine del XIX secolo) e quella Santa Maria a Somaino.

### Architetture civili
- Palazzo Volta (XVI secolo),[35] attuale sede comunale e già proprietà dell'omonimo scienziato comasco.[9]
- Villa Camilla, già proprietà della famiglia Camozzi in periodo risorgimentale.[9] Commissionata dalla famiglia Lucini-Passalacqua a Gioacchino Crivelli,[9] la villa ristrutturata a inizio Novecento,[36] periodo in cui ospitò il cardinale Andrea Carlo Ferrari.[9]
- Villa Peduzzi, già Scalini per via del suo primo proprietario (Gaetano Scalini), fu costruita nella seconda metà dell'Ottocento[37] in stile neoclassico.[9] Nel secondo decennio del Novecento, l'edificio fu ristrutturato secondo uno stile eclettico.[9]
- Villa Roncoroni, realizzata a inizio Novecento in stile liberty.[9]
- Villa Terragni (inizi XX secolo).[9]
- Palazzo Bulgheroni[10] (nel centro storico[9]), antica residenza dei Giovio,[9][10] oggetto di una ristrutturazione avvenuta nel 1878[10].

## Società

### Evoluzione demografica

#### Demografia pre-unitaria
- 1751: 910 abitanti a Olgiate, 40 a Somaino e 57 a Baragiola[11][13][14]
- 1771: 1 157 abitanti[15]
- 1799: 1 250 abitanti[16]
- 1805: 1 269 abitanti[16]
- 1809: 1 745 abitanti (dopo la temporanea annessione di Solbiate)[16]
- 1853: 1 934 abitanti[38]

#### Demografia post-unitaria
Abitanti censiti

## Geografia antropica

### Quartieri
Il centro abitato di Olgiate Comasco è costituito da vari quartieri, posti intorno al centro storico, che hanno come origine alcune cascine. Attorno a esse, con il boom edilizio degli anni sessanta, la campagna è stata deturpata dalla cementificazione, che ha portato alla costituzione delle attuali aree edificate.

### Frazioni

#### Bontocco
Piccolo centro rurale nato nelle campagne a nord-est del capoluogo comunale. Lo sviluppo urbanistico della seconda metà del Novecento ha portato alla costruzione di molte case intorno alle cascine storiche poste a poche centinaia di metri dal nucleo, costituendo un unico agglomerato.

#### Cascina del Pè
Inizialmente una singola cascina con corte situata a 1,2 km a sud-est del centro storico di Olgiate, lo sviluppo urbanistico ha visto la nascita di un nuovo paese che si estende per 0,65 kmq e conta diverse centinaia di abitanti. A nord della statale Briantea, che taglia in due il centro abitato, è situato il quartiere Montello. Altro quartiere è quello della Cappelletta, che prende il nome da una cappella ivi presente. Il paese è servito dalle scuole materna e primaria e da un grande parco pubblico.

#### Rongio
Posto a sud del capoluogo, il centro storico è costituito da una decina di corti. Nelle vicinanze scorre la Roggia Antiga, oltre la quale si trova la zona industriale.

#### Somaino
Il paese è situato a ovest di Olgiate, da cui dista 1,6 km, vicino alla strada statale Briantea. Vi si trovano la moderna chiesa della Visitazione, la scuola elementare e la farmacia, che servono anche il nucleo di Casletto, situato a poca distanza e noto per la sua area commerciale. A sud della statale sorgono il quartiere di Somainello e la zona industriale.

### Altre località abitate
Nuclei abitati: Baragiola, Boscone, Cantalupo, Casletto, Gerbo.

## Economia
Terra originariamente dalla vocazione agricola, nella prima metà del XX secolo Olgiate Comasco assistette a un discreto sviluppo industriale, dapprima nell'ambito della manifattura e successivamente nei settori della meccanica e della chimica.
A Olgiate Comasco hanno sede la valigeria Bric's, la Tessitura Boselli, la Tessitura Taiana Virgilio, la SISME S.p.A.

## Infrastrutture e trasporti

### Ferrovie
Dal 1885 al 1966 era in funzione la Ferrovia Como-Varese delle Ferrovie Nord Milano, a scartamento ordinario e a Olgiate Comasco aveva la sua stazione ferroviaria. Nel 1948 la ferrovia venne elettrificata e nel 1966 venne soppressa definitivamente e abbandonata completamente. Con la chiusura si è perso un collegamento diretto con Como, Varese e Laveno.
Tuttora Olgiate Comasco gode dei servizi di FNMAutoservizi, in particolare sul territorio comunale transitano i bus della linea Como-Varese con diverse fermate e quelli della linea Olgiate Comasco-Tradate.

### Altre linee di trasporto
Olgiate Comasco è attraversata dalla strada statale 342 Briantea che divide il centro cittadino in due parti e dalla strada provinciale Lomazzo-Bizzarone. La città non è direttamente collegata con la rete autostradale ma è facilmente raggiungibile tramite le uscite Lomazzo Nord, Fino Mornasco e Como centro dell'autostrada A9 Lainate-Como.

## Amministrazione

### Gemellaggi
- Liancourt[40]
- Pesterzsébet[40], circoscrizione di Budapest
- San Cataldo[41]

### Annotazioni
1. ↑  Per il dialetto comasco, si utilizza l'ortografia ticinese, introdotta a partire dal 1969 dall'associazione culturale Famiglia Comasca nei vocabolari, nei documenti e nella produzione letteraria.

### Fonti
1. ↑  Rinnovo dei Consigli comunali nel Varesotto
2. 1 2   Bilancio demografico mensile anno 2025 (dati provvisori), su demo.istat.it, ISTAT.
3. ↑   Classificazione sismica (XLS), su rischi.protezionecivile.gov.it.
4. ↑   Tabella dei gradi/giorno dei Comuni italiani raggruppati per Regione e Provincia (PDF), in Legge 26 agosto 1993, n. 412, allegato A, Agenzia nazionale per le nuove tecnologie, l'energia e lo sviluppo economico sostenibile, 1º marzo 2011,  p. 151. URL consultato il 25 aprile 2012 (archiviato dall'url originale il 1º gennaio 2017).
5. ↑   AA. VV., Dizionario di toponomastica. Storia e significato dei nomi geografici italiani., Milano, Garzanti, 1996,  p. 452, ISBN 88-11-30500-4.
6. 1 2   Il nome "Olgiate Comasco" [collegamento interrotto], su comune.olgiate-comasco.co.it. URL consultato il 10 maggio 2020.
7. ↑  Al tema olc- segue la "i" denominale; la "g" è prodotta per ordinaria lenizione.
8. ↑  R. Matasović, Etymological Dictionary of Proto-Celtic, Brill, Leiden, 2008.
9. 1 2 3 4 5 6 7 8 9 10 11 12 13 14 15 16 17 18 19 20 21 22 23 24   La Storia di Olgiate Comasco [collegamento interrotto], su comune.olgiate-comasco.co.it. URL consultato il 10 maggio 2020.
10. 1 2 3 4 5 6 7 8 9  Borghese, pp. 337-338.
11. 1 2 3 4 5   Comune di Olgiate, sec. XIV - 1757, su Istituzioni storiche – Lombardia Beni Culturali. URL consultato il 10 maggio 2020.
12. ↑  Mancini, pp. 15-19
13. 1 2   Comune di Somaino, sec. XIV - 1757, su Istituzioni storiche – Lombardia Beni Culturali. URL consultato il 10 maggio 2020.
14. 1 2   Comune di Baragiola, sec. XVI - 1757, su Istituzioni storiche – Lombardia Beni Culturali. URL consultato il 10 maggio 2020.
15. 1 2   Comune di Olgiate, 1757 - 1797, su Istituzioni storiche – Lombardia Beni Culturali. URL consultato il 10 maggio 2020.
16. 1 2 3 4   Comune di Olgiate, 1798 - 1815, su Istituzioni storiche – Lombardia Beni Culturali. URL consultato il 10 maggio 2020.
17. ↑   Comune di Solbiate, 1816 - 1859, su Istituzioni storiche – Lombardia Beni Culturali. URL consultato il 10 maggio 2020.
18. ↑   Comune di Olgiate Comasco, 1859 - [1971], su Istituzioni storiche – Lombardia Beni Culturali. URL consultato il 10 maggio 2020.
19. 1 2   Olgiate Comasco, su Archivio Centrale dello Stato. URL consultato il 5 novembre 2022.
20. ↑   Olgiate Comasco, su Stemmi dei Comuni della Provincia di Como. URL consultato il 5 novembre 2022.
21. 1 2   Nicola Gini, La chiesa parrocchiale dei Santi Ippolito e Cassiano compie cento anni, su Prima Como, 29 dicembre 2023. URL consultato il 29 dicembre 2023.
22. ↑   Chiesa dei SS. Ippolito e Cassiano - complesso, Via Vittorio Emanuele II - Olgiate Comasco (CO) – Architetture – Lombardia Beni Culturali, su lombardiabeniculturali.it. URL consultato il 10 maggio 2020.
23. ↑   Priorato dei Santi Cassiano e Ippolito, 1093 - sec. XIII – Istituzioni storiche – Lombardia Beni Culturali, su lombardiabeniculturali.it. URL consultato il 10 maggio 2020.
24. ↑  TCI, Guida d'Italia [...], p. 283.
25. ↑   Nicola Gini, La chiesa parrocchiale dei Santi Ippolito e Cassiano compie cento anni, su Prima Como, 29 dicembre 2023. URL consultato il 29 dicembre 2023.
26. 1 2 3   Visita virtuale alla chiesa parrocchiale, su Parrocchia Olgiate Comasco. URL consultato il 2 dicembre 2023.
27. ↑  (EN) Chiesa di S Gerardo Olgiate Comasco,, su catalogo.beniculturali.it. URL consultato il 2 dicembre 2023.
28. ↑   Chiesa di S. Gerardo - complesso, Piazza San Gerardo - Olgiate Comasco (CO) – Architetture – Lombardia Beni Culturali, su lombardiabeniculturali.it. URL consultato il 10 maggio 2020.
29. ↑   La Storia di Olgiate Comasco, su comune.olgiate-comasco.co.it. URL consultato il 2 dicembre 2023.
30. ↑   Parrocchia dei Santi Ippolito e Cassiano, sec. XVI - [1989] – Istituzioni storiche – Lombardia Beni Culturali, su lombardiabeniculturali.it. URL consultato il 10 maggio 2020.
31. ↑   L’urna di San Gerardo de’ Tintori torna a Olgiate Comasco – Chiesa di Milano, su chiesadimilano.it. URL consultato il 2 dicembre 2023.
32. ↑   L'urna di San Gerardo de'Tintori torna a Olgiate Comasco - Vatican News, su www.vaticannews.va, 3 ottobre 2023. URL consultato il 2 dicembre 2023.
33. ↑   Perché da 800 anni gli olgiatesi vengono in pellegrinaggio a Monza (e il don lo farà a piedi), su ilcittadinomb.it. URL consultato il 10 maggio 2020.
34. ↑   Chiese, su ProLoco Olgiatese. URL consultato il 2 dicembre 2023.
35. ↑   Palazzo Volta, Piazza Alessandro Volta, 1 - Olgiate Comasco (CO) – Architetture – Lombardia Beni Culturali, su lombardiabeniculturali.it. URL consultato il 10 maggio 2020.
36. ↑   Villa Camilla - complesso, Piazza Umberto I, 11 - Olgiate Comasco (CO) – Architetture – Lombardia Beni Culturali, su lombardiabeniculturali.it. URL consultato il 10 maggio 2020.
37. ↑   Villa Peduzzi - complesso, Via Roma, 59,61 (P) - Olgiate Comasco (CO) – Architetture – Lombardia Beni Culturali, su lombardiabeniculturali.it. URL consultato il 10 maggio 2020.
38. ↑   Comune di Olgiate, 1816 - 1859 – Istituzioni storiche – Lombardia Beni Culturali, su lombardiabeniculturali.it. URL consultato il 10 maggio 2020.
39. ↑  Dati tratti da:
  -  Popolazione residente dei comuni. Censimenti dal 1861 al 1991 (PDF), su ebiblio.istat.it, ISTAT.
  -  Popolazione residente per territorio – serie storica, su esploradati.censimentopopolazione.istat.it.
Nota bene: il dato del 2021 si riferisce al dato del censimento permanente al 31 dicembre di quell'anno.
40. 1 2   gemellaggi, Presentazione dei gemellaggi - portale internet della città di Olgiate Comasco, su comune.olgiate-comasco.co.it. URL consultato il 7 dicembre 2009 (archiviato dall'url originale il 4 marzo 2016).
41. ↑   Gemellaggio tra i comuni di San Cataldo ed Olgiate Comasco, su comune.san-cataldo.cl.it, Comune San Cataldo, 24 settembre 2009. URL consultato il 27 settembre 2009 (archiviato dall'url originale il 5 marzo 2016).